# توماس بيرين
توماس بيرين (بالإنجليزية: Thomas Perrin)‏ (27 أكتوبر 1928 بملبورن في أستراليا - ) هو لاعب كريكت أسترالي. لعب مع فريق فكتوريا للكريكت.

## وصلات خارجية
- توماس بيرين على موقع إي آس بي آن كريك إنفو (الإنجليزية)